# Mackenyu

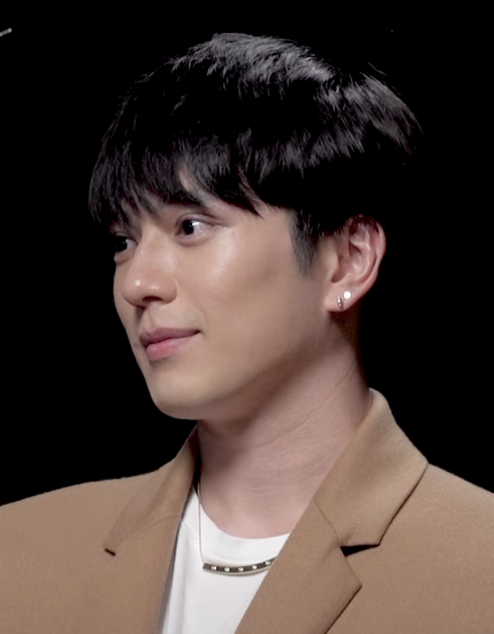
Mackenyu, 2023

Mackenyu Arata (jap. 新田 真剣佑, Arata Makken'yū; * 16. November 1996 in Los Angeles, Kalifornien, Vereinigte Staaten als Mackenyu Maeda) ist ein japanischer Schauspieler.

## Leben
Mackenyu wurde am 16. November 1996 in Los Angeles als Sohn des Schauspielers Sonny Chiba geboren. Der Schauspieler Gordon Maeda ist sein Bruder, die Schauspielerin Juri Manase seine Halbschwester. Er besuchte die Beverly Hills High School in ihrem Advanced Placement Program und trat in seiner Kindheit in einigen Filmen und Fernsehsendungen auf, darunter 2005 in der Mini-Serie Team Astro und 2007 in dem japanischen Spielfilm Oyaji. Seit seinem siebten Lebensjahr betreibt er Pferdesport und Yabusame. Ein Jahr später begann er damit, Kyokushin Kaikan zu praktizieren. Er ist auch musikalisch begabt und spielt Klavier, Saxophon und Flöte.

## Karriere
Mit 15 Jahren wuchs Mackenyus Interesse am Schauspiel. Ab 2014 folgten Nebenrollen in verschiedenen Filmproduktionen. In den nächsten Jahren übernahm er unterschiedliche Rollen in verschiedenen japanischen Fernseh- und Filmproduktionen. Von 2016 bis 2018 war er in insgesamt drei Filmen der Chihayafuru-Reihe in der Rolle des Arata Wataya zu sehen. 2018 übernahm er die Nebenrolle des  Cadet Ryoichi in der US-amerikanischen Filmproduktion Pacific Rim: Uprising. Im Folgejahr war er in zehn Episoden der Fernsehserie Our Dearest Sakura als Aoi Kijima zu sehen. Im April 2023 war Mackenyu in der titelgebende Hauptrolle des Seiya in Saint Seiya: Die Krieger des Zodiac – Der Film, basierend auf den Manga Saint Seiya, an der Seite von Darstellergrößen wie Sean Bean zu sehen.
Im November 2021 wurde bekannt, dass er die Rolle des Piratenjägers Lorenor Zorro in der Netflix-Serie One Piece darstellen wird. Die Serie wurde Ende August 2023 veröffentlicht.

## Filmografie (Auswahl)
- 2005: Team Astro (Astro kyûdan, Miniserie)
- 2007: Oyaji (親父)
- 2014: So-On: The Five Oyaji
- 2014: Yonimo kimyô na monogatari: Fall 2014 Special (Fernsehfilm)
- 2015: The Kindergarten Detective (Hoiku Tantei 25 ji: Hanasaki Shin'ichirô wa nemurenai!!, Miniserie, 15 Episoden)
- 2015: Tadaima (Kurzfilm)
- 2015: Yume wo ataeru (Miniserie, 4 Episoden)
- 2015: Kamen Rider Drive: Surprise Future (Gekijôban Kamen Raidâ Doraibu: Sapuraizu fyûchâ/劇場版 仮面ライダードライブ サプライズ・フューチャー)
- 2015: Kamen Rider Drive: Movie Roadshow Commemoration! 1 Minute Stories (Eiga Kôkai Kinen! Ichi Funkan Sutôrî, Miniserie, 4 Episoden)
- 2015: The Hatsumori Bemars (初森ベマーズ, Miniserie, Episode 1x06)
- 2015: Take a Chance
- 2016: Chihayafuru Part I (ちはやふる　上の句)
- 2016: Chihayafuru Part II
- 2016: Bitter Sweet (Nigakute amai/にがくてあまい)
- 2016: Aogeba Toutoshi (Aogeba Tôtoshi/仰げば尊し, Miniserie, 8 Episoden)
- 2016: Night's Tightrope (Shôjo/少女)
- 2016: Tokumei Shikikan Gôma Ayaka (Fernsehfilm)
- 2017: Let's Go Jets (Chiadan: Joshi kousei ga chiadansu de zenbei seihashichatta honto no hanashi/チア☆ダン　女子高生がチアダンスで全米制覇しちゃったホントの話)
- 2017: Peach Girl (Pîchi gâru/ピーチガール)
- 2017: JoJo's Bizarre Adventure: Diamond Is Unbreakable – Chapter 1 (JoJo no kimyô na bôken: Daiyamondo wa kudakenai - dai-isshô/ジョジョの奇妙な冒険　ダイヤモンドは砕けない　第一章)
- 2017: We Did It (Bokutachi ga Yarimashita/僕たちがやりました, Miniserie, 10 Episoden)
- 2017: Keiji yugami (刑事ゆがみ, Miniserie, Episode 1x06)
- 2017: Impossibility Defense (Funôhan/不能犯)
- 2018: Kiss That Kills (Todome no seppun/トドメの接吻, Miniserie, 7 Episoden)
- 2018: Chihayafuru: Connect (Chihayafuru: Tsunagu/ちはやふる－繋ぐ－, Miniserie)
- 2018: Chihayafuru Part III (Chihayafuru: Musubi/ちはやふる　結び)
- 2018: Pacific Rim: Uprising
- 2018: Over Drive
- 2018: Code Blue: The Movie (Gekijouban Code Blue Doctor Heli Kinkyu Kyumei/劇場版コード・ブルー　ドクターヘリ緊急救命)
- 2019: 12 Suicidal Teens (Jûni-nin no shinitai kodomo-tachi/十二人の死にたい子どもたち)
- 2019: Two Homelands (Futatsu no Sokoku/二つの祖国, Fernsehfilm)
- 2019: Tokyo Ghoul S (東京喰種　トーキョーグール【S】)
- 2019: Our Dearest Sakura (Dôki no Sakura/同期のサクラ, Fernsehserie, 10 Episoden)
- 2020: Kanji The Final Game (Kaiji: Fainaru gêmu/カイジ　ファイナルゲーム)
- 2020: Our 30 Minute Sessions (Sayonara made no 30-bun/サヨナラまでの30分)
- 2020: Remotely Killed (Remote de Korosareru/リモートで殺される, Fernsehfilm)
- 2021: Re: Na mo Naki Sekai no End Roll ~Half a Year Later~ (Re: 名も無き世界のエンドロール ～Half a year later～)
- 2021: The Master Plan (Na mo Naki Sekai no End Roll)
- 2021: Brave: Gunjyo Senki (ブレイブ 群青戦記)
- 2021: Rurôni Kenshin: Sai shûshô – The Final (るろうに剣心最終章)
- 2021: Ichikei no karasu (Fernsehserie, 11 Episoden) (イチケイのカラス)
- 2023: Saint Seiya: Die Krieger des Zodiac – Der Film (Knights of the Zodiac)
- seit 2023: One Piece (Fernsehserie)
- 2023–2024: Dragons of Wonderhatch (Wonderhatch -Sora-tobu Ryū no Shima-/ワンダーハッチ -空飛ぶ竜の島-, Fernsehserie, 8 Episoden)